# Scopula latelineata
Scopula latelineata is een vlinder uit de familie spanners (Geometridae). De wetenschappelijke naam is voor het eerst geldig gepubliceerd in 1892 door Graeser.
De soort komt voor in Europa.